# Calanthe millotae
Calanthe millotae là một loài thực vật có hoa trong họ Lan. Loài này được Ursch & Genoud ex Bosser mô tả khoa học đầu tiên năm 1966.